# Черневое
Черневое (укр. Черневе) — село в Глуховском районе Сумской области Украины. Является единственным населённым пунктом и административным центром Черневского сельского совета.
Код КОАТУУ — 5921589501. Население по переписи 2001 года составляло 409 человек.

## Географическое положение
Село Черневое находится на правом берегу реки Клевень в урочище Широкое Болото, выше по течению на расстоянии в 0,5 км расположено село Сварково, ниже по течению на расстоянии в 8 км расположено село Будища, на противоположном берегу — село Черновское.
Вокруг села много ирригационных каналов.

## Название
В некоторых документах село называют Чернявое или Чернево.
На территории Украины 2 населённых пункта с украинским названием Черневе, но название второго села в Мостисском районе Львовской области на русском языке — Чернево.

## История
- Юго-западнее села, на правом берегу реки Клевень, обнаружено поселение бронзового века и раннего средневековья.
- Село Черневое известно с XVIII века.

## Экономика
- КСП «Прогресс».

## Объекты социальной сферы
- Школа I—II ст.

## Достопримечательности
- Братская могила советских воинов.